# 7×64mm

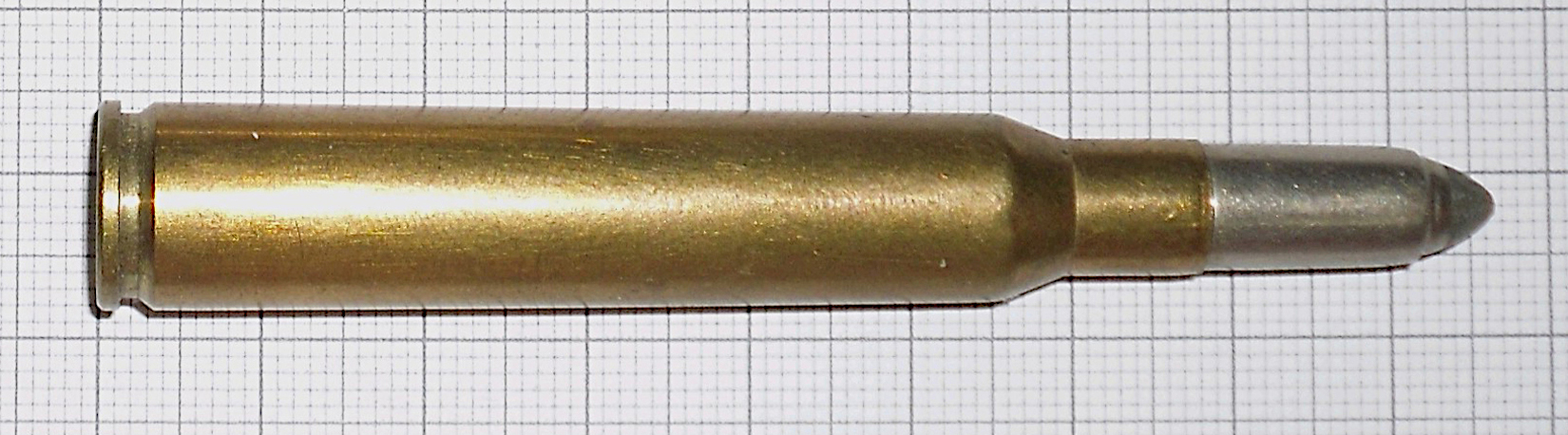
Um cartucho 7×64mm.

O 7×64mm (também conhecido não oficialmente como 7×64mm Brenneke, embora o nome do seu designer nunca tenha sido adicionado oficialmente como parte do nome do cartucho) é um cartucho de fogo central para rifles, em formato de "garrafa" sem aro desenvolvido para caça. 

## Características
Como é habitual nos cartuchos europeus, o 7 denota o calibre da bala de 7 mm e o 64 denota o comprimento do estojo de 64 mm (2,5 pol.). Apesar de lançado em 1917, só começou sua vida útil em 1921, demonstrando ser extremamente eficiente e muito preciso. Tendo surgido durante um dos maiores conflitos da humanidade, ele seguiu seu caminho como cartucho de caça em rifles esportivos.
O 7×64mm é um cartucho de caça popular na Europa Central devido ao seu diâmetro da "cabeça" do estojo de 11,95 mm (0,470 pol.) e comprimento total de 84 mm (3,3 pol.), permitindo que seja facilmente encaixado no rifle por ação de ferrolho Mauser 98 que tempos atrás, havia sido instituído como padrão militar alemão.

## Projeto
Essas são as características técnicas do 7×64mm (Brenneke):

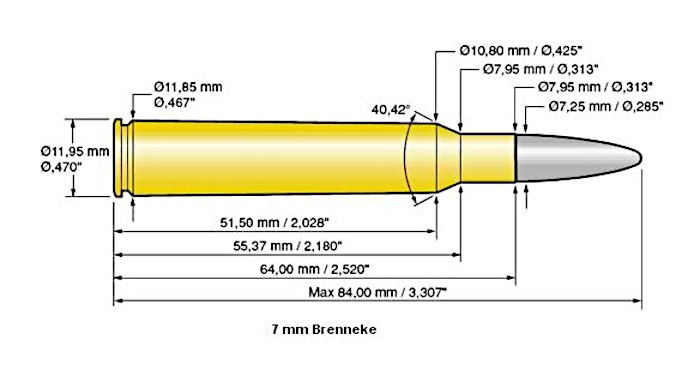